# Stefano Romeo
(Stefano Romeo)
Stefano Romeo (Santo Stefano in Aspromonte, 13 settembre 1819 – Santo Stefano in Aspromonte, 10 agosto 1869) è stato un patriota e politico italiano del Risorgimento.

## Biografia
Fu alto esponente della Massoneria come Garibaldi e altri illustri patrioti, infatti l'attuale loggia massonica di Reggio Calabria porta ancora oggi il suo nome. Il 27 luglio 1867 fu tra i fondatori della Loggia Universo di Firenze.
Cugino di Domenico Romeo e Giannandrea Romeo, fu una delle importanti personalità che il piccolo paese aspromontano offrì per la causa dell'unità d'Italia.
Avviato agli studi, nel 1834 fu allontanato dal Seminario di Reggio Calabria, e da tutte le scuole del Regno di Napoli, perché trovato in possesso di libri della Giovine Italia.
Nel 1840, iscritto da quattro anni alla facoltà di medicina dell'Università di Napoli, fu arrestato perché sospettato di essere iscritto alla Giovine Italia. Si trasferì quindi a Messina, presso la cui università, nel 1841, si laureò in Medicina.
Nel 1844 fu coinvolto nel processo ai fratelli Bandiera.
Nel 1847 partecipò attivamente ai moti di Reggio Calabria del 2 settembre, in seguito ai quali gli venne inflitta la pena di morte, poi sospesa. Fu quindi trasferito un mese dopo a Napoli, insieme al cugino Giannandrea Romeo e altri patrioti arrestati.
Ma il moto del 2 settembre 1847, pur uscendo sconfitto, diede il via ad un processo rivoluzionario lento ma inesorabile: produsse reazioni positive in tutta Europa e, sotto la spinta di altre sommosse, nel gennaio del 1848 il re Ferdinando II dovette liberare i prigionieri concedendo l'amnistia, la Costituzione e libere elezioni politiche. Elezioni tenutesi il 18 aprile, e dalle quali Stefano Romeo uscì come più giovane tra gli eletti e fu nominato Segretario della Camera dei deputati.
Ma il sogno durò poco: dietro la spinta dei monarchi europei, il re revocò la Costituzione e il 15 maggio sciolse la Camera con l'intervento delle armi.
Ciò determinò, per diversi giorni, la feroce rivolta del popolo napoletano, e come conseguenza dei fatti tragici che ne scaturirono, Stefano Romeo, Giannandrea Romeo e gli altri maggiori esponenti del patriottismo napoletano, furono processati e condannati a morte per "cospirazione contro la sicurezza dello Stato e attentato alla guerra civile".
Dopo aver tentato senza successo, assieme a Casimiro de Lieto e Antonino Plutino, la costituzione di un governo provvisorio in Calabria, nel 1849 andò a Roma a battersi in difesa della Repubblica Romana proclamata con a capo Giuseppe Mazzini, Aurelio Saffi e Carlo Armellini.
Alla caduta della Repubblica Romana (in difesa della quale, tra gli altri, perse la vita Goffredo Mameli), si recò in Toscana dove, col grado di capitano del Genio, combatté contro gli Austriaci che volevano imporre con la forza il ritorno del Granduca Leopoldo.
Nel 1850 dovette rifugiarsi a Malta e quindi andò in esilio in Turchia, da dove però si tenne sempre in contatto con altri esuli sparsi per l'Italia e l'Europa. Continuò qui ad esercitare con successo la professione di medico, nonché quella del commercio all'ingrosso di cereali, con notevolissimi guadagni, che in gran parte destinò al sostegno dei patrioti in difficoltà e all'acquisto delle armi necessarie all'impresa dei Mille di Garibaldi.
Nel 1860, alla caduta dei Borbone e con l'unione del Mezzogiorno al Regno d'Italia, poté finalmente tornare a casa.
Nel 1861 fu eletto deputato ed entrò a far parte del primo Parlamento nazionale, tra i banchi dell'estrema sinistra, accanto all'amico Garibaldi e l'anno successivo ricevette da Urbano Rattazzi l'onorificenza dell'Ordine dei Santi Maurizio e Lazzaro. Fu rieletto nel 1865, e dovette recarsi a Firenze, nuova capitale d'Italia e quindi sede della Camera. Ma le cattive condizioni di salute e la lontananza da moglie e figli lo spinsero, nel febbraio del 1868, a rassegnare le dimissioni da deputato e a fare ritorno a Santo Stefano.
Morì a Santo Stefano in Aspromonte, il 10 agosto 1869. Per sua espressa volontà la sua tomba fu collocata nell'"orto dell'Abazia", dove tutt'oggi si trova, e sulla quale si legge la seguente epigrafe: